# 켄 포리
켄 포리(Ken Foree, 1948년 2월 29일 ~ )는 미국의 배우이다.

## 출연 작품
- 세라스 셀 (2018)
- 미드나잇 맨 (2017)
- 더 디바인 트레저디스 (2015)
- 컷/프린트 (2011)
- 워터 포 엘리펀트 (2011)
- 라이브 이블 (2009)
- 더 혼티드 월드 오브 엘 슈퍼비스토 (2009)
- 존 오브 데드 (2009)
- 야만적 학살: 코미디 (2007)
- 할로윈: 살인마의 탄생 (2007)
- 데블스 덴 (2006)
- 살인마 가족 2 (2005)
- 덴티스트 (1996)
- 모래 인간 (1995)
- 조슈아 트리 (1993)
- 위험한 유혹 (1992)
- 마지막 슛 (1992)
- 어둠의 전사 (1991)
- 행화이어 (1991)
- 추행자 (1991)
- 치외법권 (1991)
- 텍사스 전기톱 학살 3 (1990)
- 위기일발 대작전 (1990)
- 공포의 헬스 크럽 (1990)
- 암흑가의 25시 (1989)
- 오늘 밤 모든 것은 끝난다 (1989)
- 코드 네임 바이퍼 (1988)
- 열혈형사 (1988)
- 공포의 테러 (1987)
- 아이큐 1000의 사나이 (1986)
- 지옥 인간 (1986)
- 5인의 특공대 (1985)
- 전격 Z작전 (1982)
- 모터싸이클의 기사들 (1981)
- 달라스 (1978)
- 시체들의 새벽 (1978)